# Borowina (Wierzchowina)
Borowina – kolonia wsi Wierzchowina, położona w województwie lubelskim, w powiecie krasnostawskim, w gminie Żółkiewka.
W latach 1975–1998 kolonia administracyjnie należała do województwa zamojskiego.